# نزار سامي
نزار سامي (2 يوليو 1970 صفاقس تونس - ) هو لاعب كرة قدم تونسي يلعب كلاعب وسط.